# Danh sách đơn vị hành chính Giang Tô
Tỉnh Giang Tô, Trung Quốc được chia ra thành các đơn vị hành chính sau:
- 13 đơn vị cấp địa khu
  - 12 địa cấp thị
  - 1 thành phố cấp phó tỉnh là Nam Kinh
- 106 đơn vị cấp huyện
  - 27 huyện cấp thị
  - 25 huyện
  - 54 khu (quận)
- 1518 đơn vị cấp hương
  - 1117 trấn/ thị trấn
  - 124 hương/ xã
  - 1 hương dân tộc
  - 275 nhai đạo

Tất cả các đơn vị hành chính này được giải thích chi tiết trong bài phân cấp hành chính Trung Quốc. Danh sách sau chỉ liệt kê các đơn vị hành chính cấp địa khu và cấp huyện của Giang Tô.
| Thành phố (địa cấp thị)    | Quận | Huyện, thành phố cấp huyện (huyện cấp thị) |
| -------------------------- | --- | --- |
| • Nam Kinh (南京市)        | Huyền Vũ (玄武区) Bạch Hạ (白下区) Tần Hoài (秦淮区) Kiến Nghiệp (建邺区) Cổ Lâu (鼓楼区) Hạ Quan (下关区) Tê Hà (栖霞区) Vũ Hoa Đài (雨花台区) Phổ Khẩu (浦口区) Giang Ninh (江宁区) Lục Hợp (六合区) | Lật Thủy (溧水县) Cao Thuần (高淳县) |
| • Tô Châu (苏州市)         | Cô Tô (姑苏区) Hổ Khâu (虎丘区) Ngô Trung (吴中区) Tương Thành (相城区) Ngô Giang (吴江区) | thành phố cấp huyện Thường Thục (常熟市) thành phố cấp huyện Trương Gia Cảng (张家港市) thành phố cấp huyện Côn Sơn (昆山市) thành phố cấp huyện Thái Thương (太仓市)     |
| • Vô Tích (无锡市)         | Sùng An (崇安区) Nam Trường (南长区) Bắc Đường (北塘区) Tân Hồ (滨湖区) Tích Sơn (锡山区) Huệ Sơn (惠山区) Vô Tích tân khu (无锡新区)                                                                  | thành phố cấp huyện Giang Âm (江阴市) thành phố cấp huyện Nghi Hưng (宜兴市)                                                                                              |
| • Thường Châu (常州市)     | Chung Lâu (钟楼区) Thiên Ninh (天宁区) Thích Thự Yển (戚墅堰区) Tân Bắc (新北区) Vũ Tiến (武进区) | thành phố cấp huyện Kim Đàn (金坛市) thành phố cấp huyện Lật Dương (溧阳市)                                                                                               |
| • Trấn Giang (镇江市)      | Kinh Khẩu (京口区) Nhuận Châu (润州区) Đan Đồ (丹徒区) | thành phố cấp huyện Đan Dương (丹阳市) thành phố cấp huyện Dương Trung (扬中市) thành phố cấp huyện Cú Dung (句容市)                                                      |
| • Nam Thông (南通市)       | Sùng Xuyên (崇川区) Cảng Áp (港闸区) Thông Châu (通州区) | thành phố cấp huyện Như Cao (如皋市) thành phố cấp huyện Hải Môn (海门市) thành phố cấp huyện Khải Đông (启东市) Hải An (海安县), Như Đông (如东县)                       |
| • Thái Châu (泰州市)       | Hải Lăng (海陵区) Cao Cảng (高港区) | thành phố cấp huyện Khương Yển (姜堰市) thành phố cấp huyện Thái Hưng (泰兴市) thành phố cấp huyện Tĩnh Giang (靖江市) thành phố cấp huyện Hưng Hóa (兴化市)              |
| • Dương Châu (扬州市)      | Quảng Lăng (广陵区) Duy Dương (维扬区) Hàn Giang (邗江区) | thành phố cấp huyện Giang Đô (江都市) thành phố cấp huyện Nghi Chinh (仪征市) thành phố cấp huyện Cao Bưu (高邮市) Bảo Ứng (宝应县)                                       |
| • Diêm Thành (盐城市)      | Đình Hồ (亭湖区) Diêm Đô (盐都区) | thành phố cấp huyện Đại Phong (大丰市) thành phố cấp huyện Đông Đài (东台市) Kiến Hồ (建湖县), Xạ Dương (射阳县), Phụ Ninh (阜宁县) Tân Hải (滨海县), Hưởng Thủy (响水县) |
| • Liên Vân Cảng (连云港市) | Tân Phố (新浦区) Hải Châu (海州区) Liên Vân (连云区) | Đông Hải (东海县), Quán Vân (灌云县) Cám Du (赣榆县), Quán Nam (灌南县)                                                                                                   |
| • Từ Châu (徐州市)         | Vân Long (云龙区) Cổ Lâu (鼓楼区) Cửu Lý (九里区) Tuyền Sơn (泉山区) Giả Uông (賈汪區) | thành phố cấp huyện Bi Châu (邳州市) thành phố cấp huyện Tân Nghi (新沂市) Đồng Sơn (铜山县), Tuy Ninh (睢宁县) Bái huyện (沛县), Phong huyện (丰县)                      |
| • Hoài An (淮安市)         | Thanh Hà (清河区) Thanh Phố (清浦区) Sở Châu (楚州区) Hoài Âm (淮阴区) | Liên Thủy (涟水县) Hồng Trạch (洪泽县) Kim Hồ (金湖县) Hu Dị (盱眙县) |
| • Túc Thiên (宿迁市)       | Túc Thành (宿城区) Túc Dự (宿豫区) | Thuật Dương (沭阳县) Tứ Dương (泗阳县) Tứ Hồng (泗洪县) |